# 戈氏雲實
戈氏雲實（學名：Biancaea godefroyana）是豆科雲實屬的一種，原生於印支半島。

## 名稱
本種的種小名取自法國植物學者戈德夫羅伊（F. F. Godefroy）之姓氏。

## 形態
本種是一般上為灌木，偶爾會顯示出攀援性。

## 分布
本種分佈于印支半島，見於泰國、柬埔寨及越南等國。